# Керр, Джон, 7-й маркиз Лотиан
Джон Уильям Роберт Керр, 7-й маркиз Лотиан (англ. John William Robert Kerr, 7th Marquess of Lothian; 1 февраля 1794 — 14 ноября 1841) — британский дворянин и политик-тори. Он носил титул учтивости — лорд Ньюбаттл с 1794 по 1815 год и граф Анкрам с 1815 по 1824 год. С сентября по ноябрь 1841 года он недолго служил капитаном йоменской гвардии в правительстве сэра Роберта Пиля.

## Предыстория
Родился 1 февраля 1794 года. Старший сын Уильяма Керра, 6-го маркиза Лотиана (1763—1824), и его первой жены леди Гарриет Хобарт (1762—1805), дочери Джона Хобарта, 2-го графа Бакингемшира. С рождения титулованный лордом Ньюбаттлом, он стал известен под титулом учтивости — граф Анкрам, когда его отец унаследовал титул маркиза в 1815 году.

## Карьера
Лорд Анкрам был избран в Палату общин в 1820 году в качестве одного из двух представителей Хантингдона, место, которое он занимал, пока не сменил своего отца на посту маркиза в 1824 году. Он также сменил своего отца на посту полковника Эдинбургской милиции, должность, которую он занимал до своей смерти . В сентябре 1841 года он был приведен к присяге Тайным советом и назначен капитаном йоменской гвардии в администрации тори сэра Роберта Пиля, должность, которую он занимал до своей ранней смерти в ноябре того же года. Он также служил лордом-лейтенантом Роксбургшира с 1824 по 1841 год.

## Семья

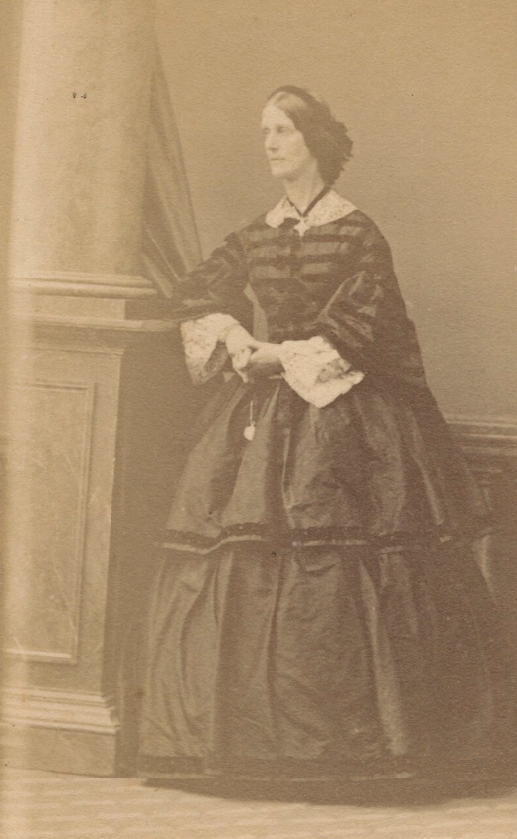
Сесил Четвинд Керр, маркиза Лотиан (1808—1877), супруга 7-го маркиза Лотиана

19 июля 1831 года в Лондоне лорд Лотиан женился на леди Сеси Четвинд Четвинд-Толбот (17 апреля 1808 — 13 мая 1877), дочери Чарльза Четвинд-Толбота, 2-го графа Толбота, и Фрэнсис Томазин Ламберт. У них было пятеро сыновей и две дочери:
- леди Сесил Элизабет Керр (? — 13 февраля 1866), приняла монашество
- леди Элис Мэри Керр (? — 25 января 1892), муж с 1870 года Томас Гейсфорд (? — 1898)
- Уильям Шомберг Роберт Керр, 8-й маркиз Лотиан (12 августа 1832 — 4 июля 1870), старший сын и преемник отца. С 1857 года был женат на леди Констанс Гарриет Махонесе Четвинд-Толбот (1836—1901), дочери 18-го графа Шрусбери, но их брак был бездетным.
- Шомберг Генри Керр, 9-й маркиз Лотиан (2 декабря 1833 — 17 января 1900), женат с 1865 года на леди Виктории Александрии Монтегю Дуглас Скотт (1844—1938), дочери Уолтера Фрэнсиса Монтегю Дугласа Скотта, 5-го герцога Баклю.
- генерал-майор лорд Ральф Друри Керр (11 августа 1837 — 18 сентября 1916), с 1878 года женат на леди Энн Фицалан-Говард (1857—1931), дочери 14-го герцога Норфолка. Отец Филиппа Керра, 11-го маркиза Лотиана
- адмирал флота лорд Уолтер Толбот Керр[англ.] (28 сентября 1839 — 12 мая 1927), женат с 1873 года леди Амабель Фредерике Генриетты Купер (1846—1906), дочери 6-го графа Купера. Дед Питера Керра, 12-го маркиза Лотиана, и прадед Майкла Керра, 13-го маркиза Лотиана
- лорд Джон Монтегю Керр (24 апреля 1841 — 2 января 1855).

Лорд Уильям Шомберг Роберт Лотиан скончался в ноябре 1841 года в возрасте 47 лет. После его смерти маркиза перешла в католичество вместе со своими двумя младшими сыновьями, лордом Ральфом Керром и лордом Уолтером Керром, и дочерьми. Маркиза Лотиан умерла в мае 1877 года в возрасте 69 лет.

## Титулатура
- 7-й маркиз Лотиан (с 27 апреля 1824)
- 8-й граф Лотиан (с 27 апреля 1824)
- 7-й граф Анкрам (с 27 апреля 1824)
- 9-й граф Анкрам (с 27 апреля 1824)
- 7-й виконт Бриен (с 27 апреля 1824)
- 2-й барон Керр из Кершо, Роксбургшир (с 27 апреля 1824)
- 8-й лорд Кер из Ньюбаттла (с 27 апреля 1824)
- 7-й лорд Керр из Ньюбаттла, Окснэма, Джедбурга, Долфинстоуна и Нисбета (с 27 апреля 1824)
- 9-й лорд Керр из Нисбета, Лангньютоуна и Долфинстоуна (с 27 апреля 1824)
- 10-й лорд Джедбург (с 27 апреля 1824)